# Helio Rebot
Helio Dante Rebot (Monte Caseros, 17 de febrero de 1961) es un abogado y político argentino perteneciente al PRO.

## Biografía
Estudió en su ciudad natal hasta que se trasladó a Concordia (Entre Ríos) para realizar sus estudios secundarios en el Colegio Nacional "Alejandro Carbó".
Estudió Abogacía en la Facultad de Derecho de la Universidad de Buenos Aires. En 2020 fue denunciado por defraudación junto a la exvicepresidenta del gobierno de Cambiemos Gabriela Michetti por  pagos millonarios para obras en el senado que nunca fueron realizadas.

## Actividad Política
En 2003 fue elegido Legislador Porteño hasta 2007, por el Partido Justicialista. En 2007 fue nombrado Subsecretario de Derechos Humanos de la Ciudad de Buenos Aires por el Jefe de Gobierno Mauricio Macri. En 2009 obtuvo una banca por el PRO tras las elecciones, cargo que renovó en 2013.
Fue Presidente de la comisión de Salud de la Legislatura. durante su trayectoria presentó una iniciativa de ley que establece el expendio de medicamentos de venta libre “en exhibidores o en mostradores de autoservicio”. Pero, además, impulsa un servicio de delivery. por lo que diferentes sectores y medios denunciaron al PRO por beneficiar a Farmacity y promover el "delivery de medicamentos". Desde la oposición, acusaron a Farmacty de “tráfico de influcencias”, ya que fue beneficiada de manera clara por el Ejecutivo porteño. Farmacity pertenece al empresario Nicolás Caputo es señalado como uno de los empresarios más beneficiados por la adjudicación de obras públicas por parte de la gestión de Mauricio Macri en la Ciudad.
Hasta el 10 de diciembre de 2015 se desempeñó como secretario administrativo del Senado de la Nación. Una de sus primeras  dictada el 24 de diciembre de 2015  fue emitir un memorándum a distintas áreas del Congreso para "suspender en forma inmediata y hasta nuevo aviso la programación del canal Senado TV" el canal que se encargaba de transmitir en vivo las sesiones y las votaciones  de la Cámara Alta en el parlamento, no transmitirá más. Los funcionarios que responden a la vicepresidenta Gabriela Michetti ordenaron que se suspenda "tanto la programación que se emite por la señal interna como también la difundida a través de los canales de televisión de aire señales de TV Cable a todo el país". También fue acusado de llevar adelante despidos arbitrarios. Tras el despido de 2000 empleados administrativos en el Congreso el chofer de Rebot, Fernando Ferreyra, logró un cargo como jefe de Despacho en la Dirección General de Administración, su incorporación fue firmada por Gabriela Michetti y Helio Rebot.